# Vaughn De Leath
Leonore Vonderlieth, artiestennaam Vaughn De Leath, (Mount Pulaski, 26 september 1894 - Buffalo, 28 mei 1943) was een Amerikaanse zangeres die populair was in Amerika in de jaren twintig. Ze was mogelijk de eerste vocalist die croonde en ook de eerste die live zong op de radio. Een van haar hits was "Are You Lonesome Tonight?", later onsterfelijk gemaakt door Elvis Presley. Tegenwoordig is ze zo goed als vergeten.

## Biografie
Toen ze twaalf was verhuisde Leonore Vonderlieth met haar moeder en zuster naar Los Angeles. Hier studeerde ze aan Mills College, maar ze stopte daarmee om een zangcarrière te beginnen. Ze nam een artiestennaam aan, Vaughn De Leath, en begon eind jaren tien te zingen in de nieuwe, opkomende jazz-stijl die minder beperkingen had. Haar stemgeluid varieerde van sopraan tot contralto.
In januari 1920 bracht de uitvinder en radio-pionier Lee DeForest haar naar zijn studio in New York City's World Tower, waar ze in een volle ruimte "Swanee River" zong. Dit optreden wordt soms genoemd als de eerste radio-uitzending waarin 'live' werd gezongen, hoewel enkele historici dit bestrijden. Volgens sommige verslagen van deze gebeurtenis schakelde De Leathe van sopraan over naar contralto toen haar was gezegd dat de hoge noten die ze normaal zong de fragiele elektronenbuizen van de versterker van haar microfoon konden vernielen. Zo was ze misschien de eerste die croonde, een zangstijl die in de decennia erna zeer populair was.
Ze trad wel op in New York, maar de radio was en bleef haar medium. Ze werd een radioster in een tijd dat er veel zendtijd was te vullen en maar weinig artiesten hiervoor voorhanden waren. Ze zong, maar bespeelde ook verschillende instrumenten waarmee ze zichzelf kon begeleiden: piano, banjo, ukelele en gitaar. Ze was ook thuis in verschillende stijlen. Ook schreef ze zelf liedjes: ze heeft zo'n 500 songs op haar naam staan.

## Platensucces
In 1921 begon ze te zingen voor WJZ en rond die tijd begon tevens haar platencarrière. Ze nam in de jaren twintig op voor zo'n beetje alle platenlabels van die tijd: Edison, Columbia, Okeh, Gennett, Victor en Brunswick. Haar platen werden uitgebracht onder haar artiestennaam, maar ook onder andere namen, zoals Gloria Geer, Mamie Lee, Sadie Green, Betty Brown, Nancy Foster en Marion Ross. Onder de musici die haar bij de opnames begeleidden waren enkele topmuzikanten uit de vroege jazz, zoals trompettist Red Nichols, trombonist Miff Mole, de gitaristen Dick McDonough en Eddie Lang, Frankie Trumbauer, cornettist Bix Beiderbecke en orkestleider Paul Whiteman (bijvoorbeeld "The Man I Love").
In 1923 werd ze ook een executive officer in de radiowereld, de eerste vrouwelijke: ze gaf in de jaren tot 1925 leiding aan verschillende radiostations. In 1925 ging ze echterweer fulltime zingen. In 1928 trad ze op in experimentele televisie-uitzendingen. Ze was de gast in de eerste uitzending van de Voice of Firestone Radio Hour en een van de eerste Amerikaanse entertainers die optraden in een trans-Atlantische radio-uitzending naar Europa.
In 1931 maakte ze haar laatste opnames, voor Crown Records en in die tijd trad ze ook op in haar laatste nationale netwerk-uitzendingen: hierna was ze alleen nog actief voor lokale radiozenders in New York.
In de jaren voor haar overlijden had ze een drankprobleem en financiële problemen.

## Discografie
- Original Radio Girl (Edison Laterals 5), Diamond Cut (City Hall), 1998
- Dancing the Devil Away, Document, 2006
- Ukelele Lady (opnames 1921-1929), Living Era, 2006